# L'Espion qui venait du froid (film)
Pour les articles homonymes, voir L'Espion qui venait du froid.
Pour plus de détails, voir Fiche technique et Distribution.
L'Espion qui venait du froid (The Spy who Came in from the Cold) est un film d'espionnage britannique réalisé par Martin Ritt, sorti en 1965.
Il s'agit d'une adaptation du roman du même nom de John le Carré, publié en 1963.
L'action se déroule au cœur de la guerre froide, en Angleterre, aux Pays-Bas et en République démocratique allemande. Un espion britannique du MI6, considéré comme un transfuge, parvient à gagner la confiance des services de contre-espionnage du ministère de la Sécurité d'État est-allemand.

## Synopsis
Pendant la guerre froide les services secrets du Royaume-Uni et de l'Union soviétique manipulent un agent britannique pour détruire la crédibilité de certains membres de la hiérarchie.

## Fiche technique
- Titre original : The Spy who Came in from the Cold
- Titre français : L'Espion qui venait du froid
- Réalisation : Martin Ritt
- Scénario : Paul Dehn et Guy Trosper, d'après le roman de John le Carré
- Musique : Sol Kaplan
- Décors : Tambi Larsen et  Hal Pereira (non crédité)
- Photographie : Oswald Morris
- Montage : Anthony Harvey
- Production : Martin Ritt (Producteur)
- Société de production : Salem Films Limited
- Société de distribution : Paramount Pictures
- Pays de production :  Royaume-Uni
- Langues originales : anglais et néerlandais
- Format : noir et blanc, son monophonique, 1.85 : 1, 35 mm
- Genre : espionnage, drame
- Durée : 112 minutes
- Dates de sortie[1] : 
  - États-Unis : 16 décembre 1965
  - Royaume-Uni : 13 janvier 1966
  - France : 9 mars 1966
- Affiches : Raymond Elseviers (Belgique), Macario Gómez Quibus (Espagne)

## Distribution
- Richard Burton (VF : André Falcon) : Alec Leamas
- Claire Bloom (VF : Nelly Benedetti) : Nancy « Nan » Perry
- Oskar Werner (VF : Lui-même) : Fiedler
- Sam Wanamaker (VF : Jean-Claude Michel) : Peters
- George Voskovec (VF : Louis Arbessier) : Karden, l'avocat de la défense est-allemand
- Rupert Davies (VF : Lucien Bryonne) : George Smiley
- Cyril Cusack (VF : Maurice Dorléac) : Control
- Peter van Eyck (VF : Howard Vernon) : Hans-Dieter Mundt
- Michael Hordern (VF : Henry Djanik) : M. Ashe
- Robert Hardy (VF : Gabriel Cattand) : Dick Carlton
- Bernard Lee (VF : Fernand Fabre) : M. Patmore, l'épicier
- Beatrix Lehmann (VF : Paula Dehelly) : la présidente du tribunal
- Esmond Knight (VF : Jean Berton) : le vieux juge au tribunal
- Tom Stern : l'agent de la CIA à Checkpoint Charlie
- Niall MacGinnis : le garde avec les jumelles à Checkpoint Charlie
- Scot Finch : le garde est-allemand guidant Alec et Nancy au Mur de Berlin
- Anne Blake (VF : Henriette Marion) : Miss Crail
- George Mikell : un garde à Checkpoint Charlie
- Richard Marner : Capitaine Vopo
- Warren Mitchell : M. Zanfrello, un client à l'épicerie
- Steve Plytas : le juge est-allemand au tribunal

Acteurs non crédités : 
- Richard Caldicot (VF : Richard Francœur) : M. Pitt, l'employé au bureau de placement
- Marianne Deeming : Frau Floerdke
- Walter Gotell : Holten, un officier allemand
- Geoffrey Keen : une sentinelle à Checkpoint Charlie
- Philip Madoc : un jeune officier allemand
- Nancy Nevinson : Mme Zanfrello, une cliente à l'épicerie
- John Quentin (VF : Jacques Torrens) : Pawson, l'agent du contre-espionnage

## Distinctions

### Récompenses
- British Society of Cinematographers 1966 : Meilleure photographie (Oswald Morris)
- David di Donatello 1966 : Meilleur acteur étranger (Richard Burton)
- Prix Edgar-Allan-Poe 1966 : Meilleur film
- Laurel Awards 1966 : Meilleur acteur dans un drame (Richard Burton)
- Golden Globes 1966 : Meilleur acteur dans un second rôle (Oskar Werner)
- BAFTA 1967 : 
  - Meilleur acteur britannique (Richard Burton)
  - Meilleure direction artistique (noir et blanc) (Tambi Larsen)
  - Meilleure photographie (noir et blanc) (Oswald Morris)

### Nominations
- Oscars 1966 :
  - Meilleur acteur (Richard Burton)
  - Meilleure direction artistique (Hal Pereira, Tambi Larsen, Ted Marshall, Josie MacAvin)
- Writers Guild of America : Meilleur scénario pour un drame (Paul Dehn et Guy Trosper)
- BAFTA 1967 : Meilleur film et Meilleur acteur étranger (Oskar Werner)

## Autour du film
- Le tournage a eu lieu à Dublin (reconstitution de « Checkpoint Charlie »)[2] et Amsterdam (aéroport d'Amsterdam-Schiphol).